# Il pianeta che ci ospita
Il pianeta che ci ospita è il cortometraggio che ha inaugurato Expo 2015 realizzato dal regista Ermanno Olmi con la collaborazione alla regia di Giacomo Gatti e la produzione esecutiva di Movie People.

## Trama
Un inno alla natura, un'introduzione-manifesto a Expo 2015 con cui ricordare il “debito” che gli esseri umani hanno nei confronti della natura e rinnovare l'impegno dei popoli ricchi a garantire cibo, acqua e dignità a ogni essere umano.

## Produzione
Il film è il risultato di tre anni di riprese effettuate in tutta Italia, dalla vetta del Monte Bianco all'Isola di Lampedusa, a cui Ermanno Olmi si è prestato gratuitamente come impegno civile e incondizionato verso il proprio paese in occasione di Expo 2015.
Nelle intenzioni iniziali del regista il film avrebbe dovuto essere in 3-D, ma dopo alcuni provini e una sessione di riprese sul Monte Bianco, Olmi ha preferito ritornare alla pellicola cinematografica 35mm in formato CinemaScope, ritenendo l'uso delle doppie cinecamere digitali e i tempi di collimazione dei corpi ottici, troppo dispersivi per l'immediatezza del suo approccio al cinema documentaristico.
Nel film appaiono contributi tratti da: Miracolo a Milano di Vittorio De Sica, I fidanzati di Ermanno Olmi e Earth Images di Alexander Gerst dell'Agenzia Spaziale Europea.
Il film è stato proiettato in anteprima mondiale nell'Aula Magna dell'Università degli Studi di Milano il 28 aprile 2015 durante la presentazione della Carta di Milano organizzata dal Ministero delle politiche agricole alimentari e forestali, alla presenza del ministro Maurizio Martina, del commissario unico delegato del Governo per Expo Milano 2015 Giuseppe Sala, del Sindaco di Milano Giuliano Pisapia, del Presidente della Regione Lombardia Roberto Maroni, del Rettore dell'Università degli Studi di Milano Gianluca Vago e del coordinatore scientifico di Laboratorio Expo Salvatore Veca.
Ermanno Olmi ha dichiarato: “Il pianeta che ci ospita è il titolo del film cortometraggio ‐ Expo 2015 Nutrire il Pianeta. Lo scopo di questo evento universale è innanzitutto l'impegno dei popoli ricchi nel garantire cibo, acqua e dignità a ogni essere umano, secondo un principio di giustizia che regola la convivenza fra le genti della Terra. Allo stesso modo, e al pari del cibo, i popoli che hanno conquistato attraverso il sacrificio dei loro martiri il privilegio della libertà siano esempio di democrazia e convivenza civile”.
Tra le principali location del film:
- Oasi di Sant'Alessio di Sant’Alessio con Vialone (Pv)
- Asiago (Vi)
- Azienda Agrituristica L’Aia Cassinetta di Lugagnano (Mi)
- Borgoforte (Mn)
- Cascina Caremma di Besate (Mi)
- Centrale Termoelettrica di Sermide (Mn)
- CIE-Centri di Identificazione ed Espulsione di Ponte Galeria (Rm)
- Gangi (Pa)
- Isola di Lampedusa (Ag)
- Milano (Mi)
- Molino Bava di Abbiategrasso (Mi)
- Monte Bianco (Ao)
- Osservatorio astronomico della Regione Autonoma Valle d'Aosta (Ao)
- Palermo (Pa)
- Panificio Longoni di Monza (Mi)
- Roma (Rm)
- Roma Orologio ad acqua terrazza del Pincio (Rm)
- Tenuta La Sforzesca di Vigevano (Mi)
- Valle Dei Mulini Lusiana (Vi)